# Condado de Daviess (Indiana)
O Condado de Daviess é um dos 92 condados do estado americano de Indiana. A sede do condado é Washington, e sua maior cidade é Washington. O condado possui uma área de 1 131 km² (dos quais 16 km² estão cobertos por água), uma população de 29 820 habitantes, e uma densidade populacional de 27 hab/km² (segundo o censo nacional de 2000). O condado foi fundado em 1817.